# Partito del Giovane Egitto
Il Partito del Giovane Egitto (in arabo حزب مصر الفتاة‎?, Ḥizb Miṣr al-Fatāh) ) è stato un movimento politico egiziano. Fondato nel 1932 con il nome di Partito Nazionalsocialista Arabo dall'avvocato Ahmed Husayn, ammiratore dei fascismi europei, il partito si caratterizzò per l'ostilità nei confronti dell'Impero britannico. Dotato di una formazione paramilitare chiamata "camicie verdi", si riorganizzò nell'ottobre 1933 con il nome di "Partito del Giovane Egitto". Nello stesso anno instaurò relazioni ufficiali con i servizi segreti dell'Italia fascista e della Germania Nazionalsocialista, allo scopo di liberare definitivamente l'Egitto dal giogo inglese. Negli anni a seguire fu protagonista, insieme ad altri movimenti, delle manifestazioni antibritanniche svoltesi nelle maggiori città del paese. Tra i militanti del partito vi era anche il futuro Presidente Gamal Abd el-Nasser che il 13 novembre 1935 rimase ferito nel corso di una manifestazione nazionalista.
Il movimento di Husayn fissò come propri punti fermi il rispetto del Re, l'opposizione al partito Wafd, considerato troppo moderato, il controllo egiziano sul Canale di Suez e sul Sudan. In occasione della guerra italo-etiopica mantenne posizioni prudenti, temendo un rafforzamento degli altri partiti. Sul finire del 1935 l'Alto commissario britannico Miles Lampson criticò il governo italiano per l'appoggio concesso ai movimenti antibritannici. La questione finì alla Camera dei Comuni ma gli unici documenti che il Foreign Office riuscì a scoprire si riferivano ad alcune sovvenzioni italiane al giornale del Partito del Giovane Egitto.
A metà del 1936 il governo egiziano pose in atto delle misure nei confronti del movimento, vietando l'uso delle camicie verdi e scatenando le camicie azzurre governative in scontri che dureranno fino al 1937. Nel 1938 Husayn fu ospite del Ministero della cultura popolare italiano a Roma. Nel 1939 subì due arresti e continuò a tenere rapporti con i vertici della politica italiana. Allo scoppio della guerra cambiò nome al movimento, ribattezzandolo "Partito Nazionalista Islamico". In questo periodo prese formalmente le distanze dall'Italia, anche se in realtà, militanti e quadri del partito continueranno ad avere relazioni con il SIM, almeno fino al 1942, in chiave prevalentemente antibritannica.
Nel dopoguerra il movimento cambiò nuovamente nome e divenne il "Partito Socialista d'Egitto". Il momento di maggior successo venne raggiunto nel 1951 con l'elezione di Ibrahim Shukri alla vicepresidenza del Parlamento. Nel 1953, a seguito della Rivoluzione Egiziana di Nasser dell'anno precedente, tutti i partiti esistenti vennero sciolti. Nel 1972 il Partito Laburista Socialista riprese molte delle tematiche nazionaliste e populiste del "Giovane Egitto".
Nel 1990 Abd Allah Rushdi fondò un partito che recuperò il nome del vecchio movimento scomparso.